# Isidro Liarte Lausín
Isidro Liarte Lausín (Arándiga, Saragossa, 1892 - Oviedo, 26 de desembre de 1936) fou un polític espanyol, governador civil de diverses províncies durant la Segona República Espanyola.

## Trajectòria
Militant d'Aliança Republicana, fou nomenat governador civil d'Almeria el 12 de juny de 1932, i va romandre al càrrec fins al novembre, quan fou nomenat governador de la província de Jaén el 6 de novembre, i va romandre al càrrec fins al 19 de febrer de 1933 quan fou nomenat governador de la província de Toledo fins al 13 de setembre en què fou nomenat governador de la província de Valladolid. Després fou governador civil de la província de Pontevedra el 13 d'octubre de 1933, i es va mantenir en el càrrec fins al 12 de desembre d'aquell any.
Afiliat a Izquierda Republicana quan es va constituir en 1936, fou nomenat governador de les Illes Balears el 22 de febrer de 1936 i es va mantenir en el càrrec fins al 5 de juliol, quan fou nomenat governador d'Oviedo. Allí el va sorprendre el cop d'estat del 18 de juliol de 1936, i després d'una conversa amb Ramón González Peña va decidir entregar armes a les milícies obreres, cosa que fou aprovada posteriorment pel Ministeri de Guerra. Traït per l'aleshores coronel Antonio Aranda Mata, fou fet presoner i entregat a les forces revoltades, qui li organitzaren un consell de guerra, el condemnaren a mort i l'afusellaren el 26 de desembre de 1936.